# Sandstein-Spessart
Der Sandstein-Spessart (zuweilen auch Sandsteinspessart) ist ein Naturraum der Haupteinheit Odenwald, Spessart und Südrhön (Haupteinheit 14). Der weitaus größte Teil des Naturraums entfällt auf Hessen und Bayern, vereinzelte Teile liegen auch in Baden-Württemberg. Der Sandstein-Spessart führt die Nr. 141 in der Systematik des Handbuchs der naturräumlichen Gliederung Deutschlands. Der Sandstein-Spessart erstreckt sich in seiner Gesamtheit östlich von Aschaffenburg zwischen dem Vogelsberg im Norden und dem Maintal im Süden.

## Naturräumliche Gliederung
Der Sandstein-Spessart wurde im Handbuch der naturräumlichen Gliederung Deutschlands (Karten ab 1954, zweite Lieferung 1955) als naturräumliche Haupteinheit ausgewiesen und in den Verfeinerungen 1:200.000 auf den Blättern 152 Würzburg (1963), 151 Darmstadt (1967), 139 Frankfurt (1967) und  140 Schweinfurt (1968) wie folgt untergliedert:
- (zu 14 Odenwald, Spessart und Südrhön)
  - 141 Sandstein-Spessart (2091,5 km²)[1]
    - 141.0 Unteres Maintal
      - 141.00 Wörth-Klingenberger Maintal
      - 141.01 Wertheim-Miltenberger Maintal
      - 141.02 Marktheidenfeld-Wertheimer Maintal
      - 141.03 Lohr-Rothenfelser Maintal
      - 141.04 Unteres Taubertal

    - 141.1 Wertheimer Hochfläche (linksmainisch und damit orographisch Teil des Odenwalds)
    - 141.2 Oberwittbacher Spessartvorland
    - 141.3 Südöstlicher Sandsteinspessart
    - 141.4 Südwestlicher Sandstein-Spessart
    - 141.5 Nördlicher Sandsteinspessart
    - 141.6 Schlüchterner Becken
    - 141.7 Massenbucher Spessartvorland